# Лівія Друзілла

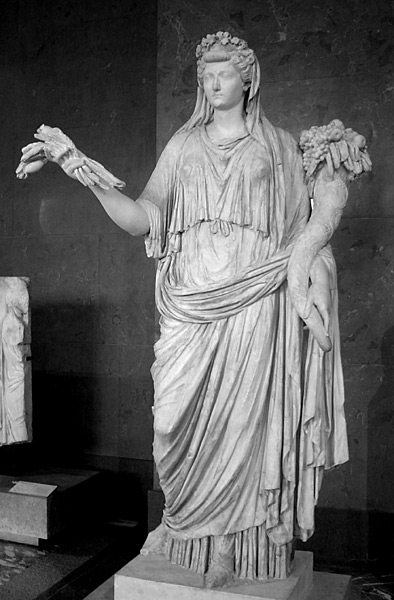
Мармурова статуя Лівії

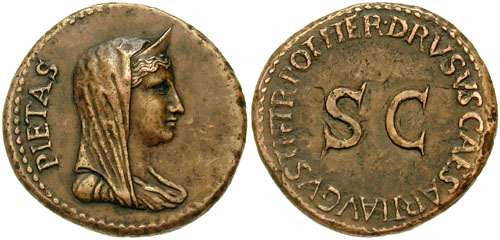
Монети з портретом Лівії

Лівія Друзілла, після 14 року Юлія Августа та Лівія Августа (лат. Livia Drusilla, Julia Augusta, Livia Augusta; 30 січня 58 до н. е., Рим — 28 вересня 29, Рим) — дружина Октавіана Августа (38 до н. е. — 14), мати імператора Тиберія, бабуся імператора Клавдія, прабабуся імператора Калігули  і прапрабабуся імператора Нерона. Була обожнена імператором Клавдієм. Активна політична діячка.

## Життєпис

### До Августа
Народилася  в сім'ї Марка Лівія Друза Клавдіана, висхідного корінням до Аппію Клавдію Цеку і його дружини Авфіди, дочки Авфідія Луркона з плебейського стану, трибуна 61 до н. е. Швидше за все вона була другою дочкою в сім'ї.
У 42 році до н. е. її видали в шлюб з Тиберієм Клавдієм Нероном, її двоюрідним братом по батькові, якому до того моменту виповнилося 43 роки. Її батько і чоловік підтримували сторону вбивць Цезаря, Брута і Касія, і воювали проти Октавіана під час Філіппійської війни. Після битви при Філіпах її батько був змушений покінчити з собою.
Її чоловік продовжував виступати проти Октавіана, спочатку на боці Секста Помпея, потім Марка Антонія і його брата, Луція Антонія. У 40 році до н. е. сім'я була змушена тікати з Риму, побоюючись проскрипцій і переслідування з боку Октавіана. Спочатку Тиберій і Лівія кинулися на Сицилію, а потім змушені були шукати порятунку в Греції, причому на руках у них вже був маленький Тиберій.
У 39 році до н. е. Октавіан проголосив амністію і Лівія з чоловіком змогли повернутися до Риму. У той час Лівія була вагітна другим сином, Друзом, який народився на самому початку 38 до н. е. Ходили чутки, що він був сином Октавіана, а не Тиберія Клавдія.

### У шлюбі з Августом
Легенда свідчить, що Октавіан закохався в Лівію з першого ж погляду, коли вона була йому представлена в 39 році до н. е. Так чи інакше, але він розлучився зі своєю другою дружиною Скрібонією в той самий день, коли вона народила від нього дочку, Юлію Старшу. Тоді ж Тиберій Клавдій був змушений розлучитися з Лівією, яка була на шостому місяці вагітності.
14 січня Лівія народила сина, а 17 січня, знехтувавши всі традиційні умовності (римляни не могли одружитися менш, ніж через певний термін після розлучення) Октавіан і Лівія зіграли весілля. На весіллі був присутній і її колишній чоловік як батько її дітей. На момент весілля Лівії було 19 років, Октавіану — 24.
Після самогубства Марка Антонія Октавіан, взявши ім'я Цезар Август, став одноосібним правителем держави. Лівія завжди брала значну участь у справах держави і виступала радницею та помічницею Августа. З 35 року до н. е., коли Август дав їй право самостійно розпоряджатися фінансами і мати своїх клієнтів, вона ще активніше зайнялася політикою, вводячи до вищих державних кіл гідних на її думку людей. Політичною кар'єрою їй були зобов'язані чимало людей, в тому числі майбутній імператор Гальба, а також батько Отона.
Оскільки у шлюбі з Августом дітей у них не було, а єдиною рідною дитиною імператора була Юлія Старша, Лівія також прагнула забезпечити владою своїх дітей. Тиберій став третім чоловіком своєї зведеної сестри Юлії (в 11 році до н. е.). А за Друза видали улюблену племінницю імператора Антонію Молодшу. У 4 році Август визнав Тиберія як свого спадкоємця.
Домігшись вищих державних постів і блискучого майбутнього для своїх дітей, Лівія намагалася всіма силами забезпечити непохитність їх позицій. Вона захищала позиції Тиберія від будь-якого коливання. Так, починаючи з 23 року до н. е. один за іншим померли або були страчені всі, хто міг претендувати на престол:
- Марк Клавдій Марцелл (23 до н. е.), племінник Августа;
- Луцій Агріппа (2) і Гай Агріппа (4), діти Юлії Старшої від другого шлюбу з Марком Агріппою, усиновлені Августом під іменами Луцій Юлій Цезар і Гай Юлій Цезар Віпсаній, по черзі визнані Августом спадкоємцями;
- Марк Віпсаній Агріппа Постум (14) — останній син Юлії Старшої.

Тацит прямо говорить, що ці смерті були на совісті Лівії, яка розчищала таким чином місце своїм дітям (Аннали, 1.3, 1.6). Те ж можна знайти у Діона (53.33.4, 55.10A, 55.32; 57.3.6). Однак Светоній не говорить про причетність Лівії до їх загибелі ні слова, але і він стверджує, що Август обрав своїм наступником Тиберія лише тому, що гідніших кандидатур не залишилося.
Діон же у своїх підозрах йде ще далі, і стверджує що Лівія отруїла самого Августа в 14 році за допомогою просочених отрутою фіг. Однак цього не підтверджують ні Светоній, ні Тацит.
У сімейному житті шлюб Лівії й Августа можна вважати щасливим. Вона була його улюбленим радником, до слів її він прислухався, а до порад ставився з великою пошаною. Практично весь свій час вона була поряд з ним, до самих годин його смерті. Він помер 19 серпня 14 року у Нолі, на руках у неї і Тиберія. На момент смерті йому було 75, а їй 70 років. Разом вони прожили 51 рік.

### Життя після Августа

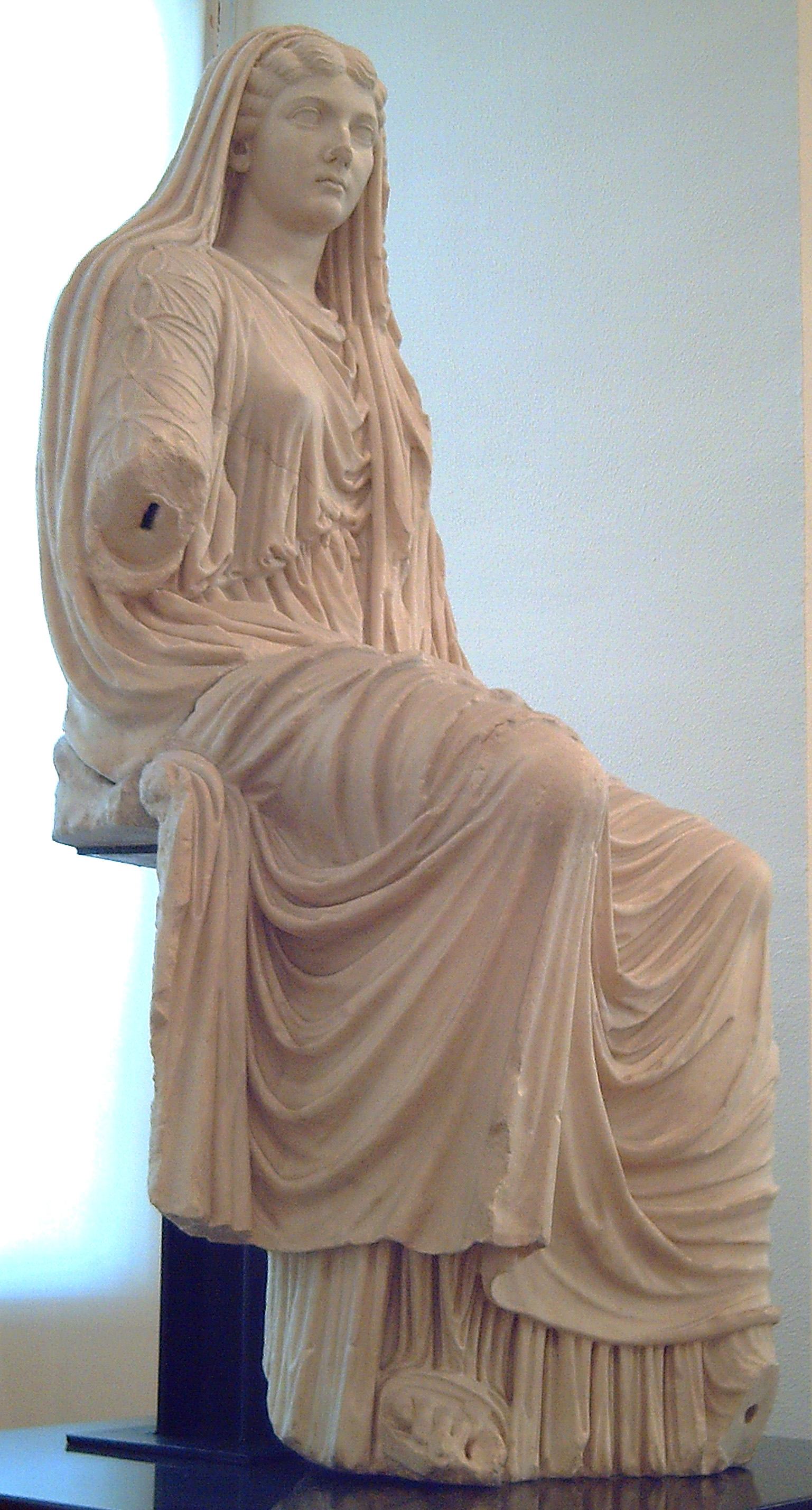
Статуя Лівії з Пестума. В наш час знаходиться в Національному археологічному музей Іспанії в Мадриді

Після смерті Август був обожнений сенатом. За його заповітом третину свого статку він залишив Лівії, а дві третини — Тиберію. Також своїм заповітом він зараховував Лівію до патриціанського роду Юліїв і давав їй ім'я Юлія Августа, що закріпляло за нею її високий статус.
Тиберій, тепер імператор, спочатку дуже часто з'являвся з нею в суспільстві. З 20 року висловлювання проти неї вважалися державним злочином. У 24 році вона удостоїлася честі сидіти на іграх або в театрі разом з весталками. По суті, вона була прихованим правителем держави.
Однак дуже скоро Тиберій охолонув до матері і її необмеженої влади. Він наклав вето на спробу сенату присвоїти їй титул Mater Patriae («Мати вітчизни»), аналогічний титулу імператорів Pater Patriae («Батько Вітчизни»). Тацит стверджує, що навіть від'їзд Тиберія на Капрі був викликаний тим, що він не міг виносити більше свою матір.
За весь час, що Тиберій був відсутній в Римі, вони бачилися всього лише один раз. Августа продовжувала користуватися майже необмеженою владою, аж до того, що заступалася перед суддями за своїх довірених осіб (Ургуланію, яка говорила, що дружба з Августою поставила її над законом; Мунацію Планціну, підозрювану у вбивстві і виправдану за заступництвом Августи). На довершення всього вона спорудила в Римі статую Августа, присвячену Юліям, на якій своє ім'я написала вище імені Тиберія.
У 29 вона померла. Тиберій не поїхав на похорон, пославши розпоряджатися похоронними церемоніями Калігулу. Її заповіт він оголосив недійсним, а сенату заборонив віддавати їй будь-які почесті.
Лише в 42 році Клавдій відновив її пам'ять, віддав їй належні почесті і звеличив її, надавши їй титул «Божественна Августа». На її честь проводилися ігри, на яких її статую везли в колісниці, запряженій слонами, її статуї споруджувалися поряд із статуями Августа, а жінки приносили обітниці в її ім'я.

## Образ у мистецтві
- Фільм Римська імперія: Август — роль Лівії виконали Шарлотта Ремплінг і Мартіна Стелла (в молодості)
- серіал «Рим» — роль Лівії виконала Еліс Хінлі
- "Доміна" (серіал) — Кася Смутняк зіграла роль Лівії Друзілли, Надя Паркс — молоду Лівію.